# Batalha do Avaí
Vous lisez un « article de qualité » labellisé en 2025.
Batalha do Avaí ou Batalha de Avahy est une peinture à l'huile monumentale réalisée par le peintre brésilien Pedro Américo entre 1872 et 1877.
Commandée par le gouvernement impérial, cette œuvre représente la bataille d'Avaí, un affrontement majeur de la guerre de la Triple-Alliance (1864-1870) opposant le Paraguay à la coalition formée par le Brésil, l'Argentine et l'Uruguay. Américo a peint cette toile à Florence, en Italie, alors qu'il avait environ 29 ans.
La toile, qui mesure 6 mètres de haut sur 11 mètres de large, est une représentation dramatique et détaillée de la bataille. Elle illustre le chaos et la brutalité des combats, mettant en scène des soldats en pleine action et des scènes de souffrance humaine. Américo a cherché à capturer l'intensité émotionnelle de la guerre en général, plutôt qu'à représenter fidèlement la bataille.
L'œuvre a été exposée pour la première fois à Florence en 1877, puis elle a été transférée à Rio de Janeiro. Elle est exposée avec Batalha dos Guararapes de Victor Meirelles à la 25e exposition générale de l'Académie impériale des beaux-arts en 1879, devant quelque trois cent mille visiteurs. L'exposition, qui a d'abord mis en évidence les qualités des œuvres, exposées côte à côte, a été marquée par une atmosphère de rivalité entre les auteurs, suscitée par les opinions de la presse. La peinture a en effet suscité des réactions contrastées : certains l'ont louée pour sa puissance évocatrice, tandis que d'autres l'ont critiquée pour son style dramatique et sa représentation idéalisée des événements.
Malgré les controverses, Batalha do Avaí, désormais conservée au musée national des Beaux-Arts, est considérée comme l'une des œuvres majeures de la peinture brésilienne du XIXe siècle et un « jalon essentiel, une œuvre d'exception » dans la production picturale brésilienne.

## Contexte

### Contexte historique

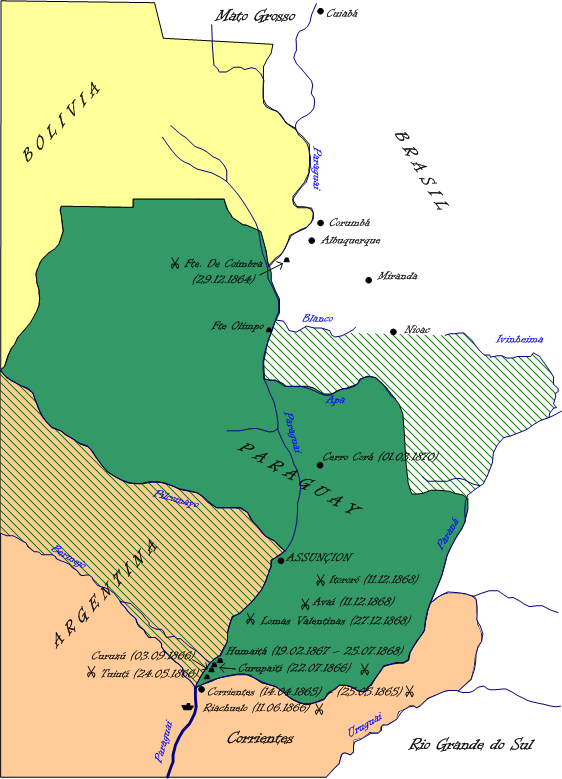
Théâtre des batailles de la guerre de la Triple-Alliance.

L'œuvre représente la bataille d'Avaí, qui est livrée sur le cours d'eau du même nom (en territoire paraguayen) le 11 décembre 1868 pendant la guerre de la Triple-Alliance, qui voit s'affronter les forces de la Triple Alliance (Argentine, Brésil et Uruguay) et celles du Paraguay. La bataille s'est déroulée dans la phase du conflit appelée Dezembrada, qui comprend également les batailles d'Itororó, de Lomas Valentinas et d'Angostura, ce qui correspond au moment où les troupes brésiliennes ont anéanti l'armée paraguayenne sur les rives de la rivière Avaí au Paraguay. En outre, l'œuvre elle-même indique un moment de grande importance à la fin de la bataille, qui représente à la fois l'apogée et le début du déclin de l'empire brésilien.
La guerre de la Triple-Alliance (1864-1870) a été le plus grand conflit militaire de l'histoire du Brésil. Les protagonistes ne pensaient pas que l'affrontement durerait aussi longtemps et les structures internes des quatre pays ont été ébranlées par la guerre. Elle débute en décembre 1864 par l'invasion du territoire brésilien par le Paraguay pour des questions de commerce extérieur et de frontières, et se termine environ cinq ans plus tard, en mars 1870, par la mort du chef de l'État paraguayen Francisco Solano López.

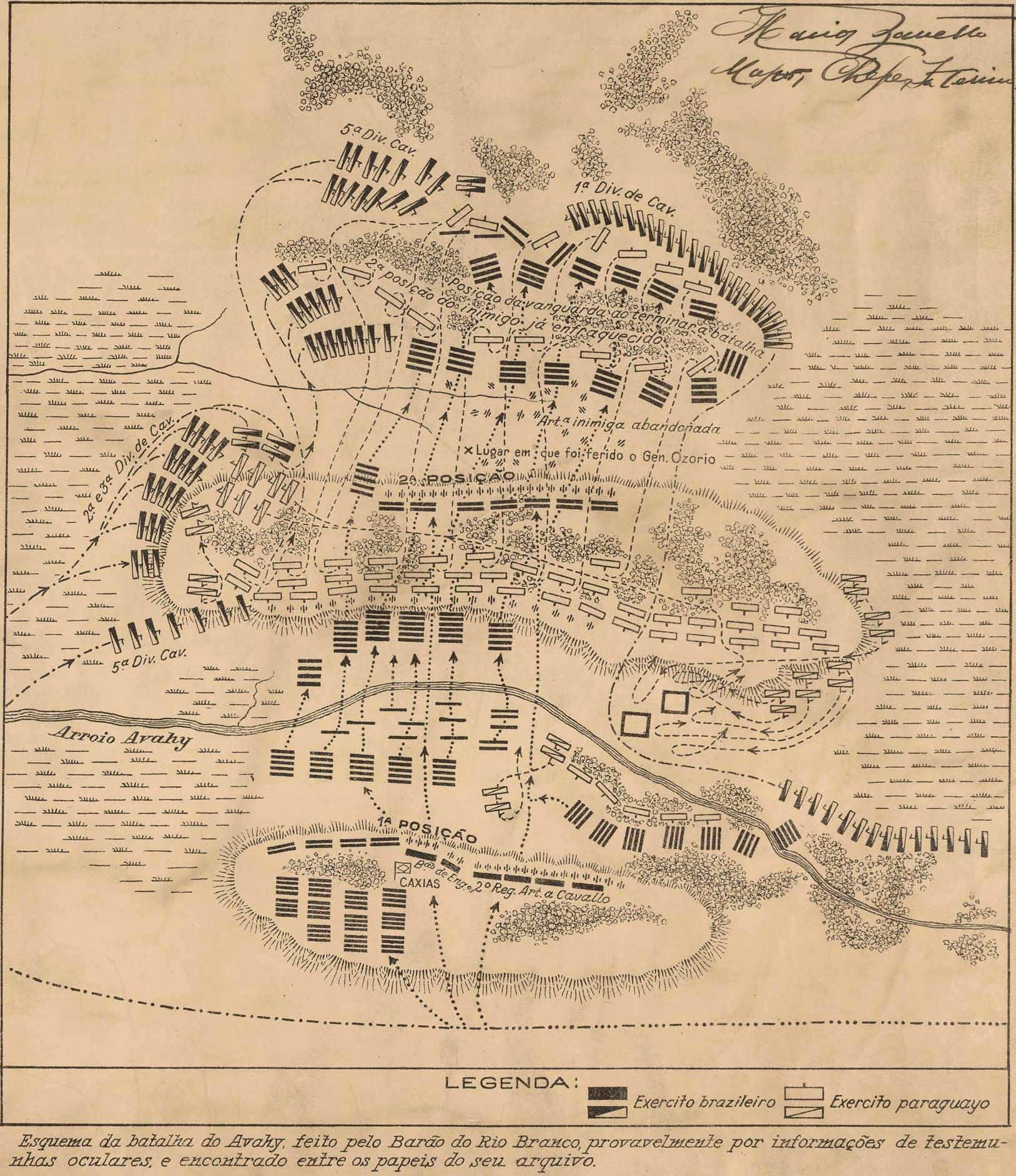
Carte de la bataille d'Avaí.

Avant la guerre, le Paraguay cherchait à se développer économiquement de manière indépendante, en fermant son marché aux étrangers et en n'ayant aucune dette liée à des emprunts internationaux. Les pays de la Triple Alliance sont entrés dans le conflit avec des dettes extérieures résultant d'emprunts étrangers. Cependant, en 1871, à la suite de la guerre, les quatre pays se sont retrouvés endettés et le Paraguay a été contraint d'ouvrir son marché pour survivre.
Le résultat final de la guerre est que le Paraguay a été presque entièrement détruit et contraint d'ouvrir son marché, ce qui a profité principalement aux Britanniques, qui ont réussi non seulement à pénétrer ce marché, mais aussi à contrôler économiquement les vainqueurs du conflit — la Triple Alliance. En outre, le Brésil et l'Argentine s'emparent d'une grande partie du territoire paraguayen. L'Uruguay, quant à lui, quitte le conflit sans rien gagner. De plus, l'empire brésilien décline en raison de l'importance de la dette extérieure et du grand nombre de morts causées par la guerre.
En définitive, le Paraguay a perdu une grande partie de ses industries et de son territoire — 140 000 km2 — ainsi qu'une partie de sa population — 200 000 personnes. Le Brésil a profité de ces pertes, en incorporant une grande partie de ce territoire et en assurant sa mainmise sur la région des Platines, principalement grâce aux relations fluviales établies avec l'État méridional du Mato Grosso. Cependant, la guerre a eu de nombreuses conséquences : selon les sources officielles, 23 917 personnes sont mortes, mais d'autres recherches suggèrent que ce nombre s'élève en réalité à environ 100 000. Le Brésil termine le conflit avec une dette extérieure élevée envers les Britanniques, puisqu'il a contracté plusieurs emprunts auprès de la banque britannique, ce qui entraîne une forte hausse de l'inflation dans le pays.
Au cours de la bataille d'Avaí, les forces paraguayennes se sont battues avec ténacité, mais ont été encerclées par une manœuvre de flanquement et détruites. Elle est considérée comme une étape décisive de la victoire finale du Brésil lors de la guerre de la Triple-Alliance.

### Pedro Américo

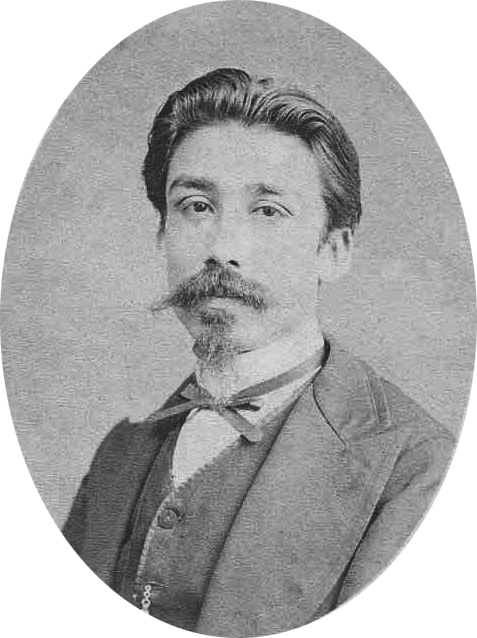
Pedro Américo photographié par M. Nogueira da Silva (Rio de Janeiro, 1871).

Pedro Américo Figueiredo e Melo (1843 — 1905) est un poète, romancier, philosophe, professeur d'art et peintre brésilien.
L'événement marquant de sa vie artistique se produit en 1852, lorsque Pedro Américo rencontre Louis Jacques Brunet, un naturaliste français venu à Areia, la ville natale d'Américo, pour étudier le sol du Paraíba. Enchanté par le jeune garçon, il l'emmène comme dessinateur dans son expédition pendant deux ans, parcourant le Paraíba, le Pernambouc, le Ceará, le Rio Grande do Norte et le Piauí. Soucieux du développement de son talent et de son éducation, le Français envoie deux dessins réalisés par Américo au président de la province, accompagnés d'une lettre demandant que le gouvernement prenne en charge son éducation. Le président de la province s'intéresse à la cause et envoie le garçon à la capitale. En 1853, à l'âge de 11 ans, Pedro Américo quitte Paraíba pour l'État de Rio de Janeiro, où il est inscrit au Colégio Pedro II, dans la capitale de l'État. Lors d'une visite de l'empereur Pierre II dans son école, Américo fait un dessin de lui assis dans l'escalier et lisant un livre. Ce dessin est apporté à l'empereur lui-même, qui inscrit le jeune homme à l'Académie impériale des beaux-arts en 1856, qu'il termine en deux ans.
Alors âgé de 13 ans, Américo demande à l'empereur Pierre II de lui accorder une bourse pour aller se perfectionner en Europe,, : « Maintenant que j'ai les connaissances en peinture que j'ai pu recevoir de l'Académie, pour poursuivre ma carrière, un voyage en Europe est indispensable, et comme l'Académie ne peut pas me fournir les moyens nécessaires à ce voyage, parce qu'elle a rempli le nombre de ses pensionnés, je viens me confier à l'extrême bonté de Votre Majesté Impériale pour demander la grâce de m'envoyer terminer mes études en Europe ». Une fois sa bourse obtenue, Pedro Américo se rend à Paris pour étudier à l'École des Beaux-Arts, auprès de Jean-Auguste-Dominique Ingres, Léon Cogniet, Hippolyte Flandrin et Carle Vernet.
Pendant ses études en France, Pedro Américo réalise plusieurs œuvres et reçoit un prix pour une étude de la figure humaine. À la fin de ses études, en 1864, il réalise A Carioca, tableau pour lequel il reçoit la médaille d'or aux Expositions générales de 1866. À la fin de ses études, il rentre au Brésil pour occuper la chaire de dessin figuratif à l'Académie impériale des beaux-arts. Il occupe ce poste de 1865 à 1890, époque à laquelle il reçoit la commande de l'État.

### Commande de l'œuvre
Le succès diplomatique sur l'Empire britannique et les victoires militaires sur l'Uruguay en 1865, suivies de la fin victorieuse de la guerre avec le Paraguay en 1870, marquent le début de l'âge d'or de l'empire du Brésil. À l'époque où cette peinture a été réalisée, l'une des préoccupations de l'Empire était de construire une idée d'unité au sein de la nation brésilienne. Une autre intention derrière les œuvres commandées durant cette période était de motiver la population brésilienne à oublier les ravages de la guerre car, même si elle était victorieuse, elle avait perdu de nombreux soldats et comptait encore les pertes. L'État cherche alors à vanter ses réalisations et à construire une identité nationale. C'est ainsi qu'il commande à Pedro Américo une toile représentant la bataille des Guararapes, un conflit qui s'est déroulé au Pernambouc entre 1648 et 1649 entre la Compagnie néerlandaise des Indes occidentales et l'Empire colonial portugais à Morro dos Guararapes,.
Pedro Américo préfère représenter un thème plus contemporain, et choisit de représenter la bataille d'Avaí — la bataille des Guararapes est finalement peinte par Victor Meirelles dans Batalha dos Guararapes, qui deviendra l'une de ses pièces maîtresses et une œuvre majeure de l'art au Brésil.
Lorsqu'il accepte de réaliser Batalha do Avaí, Américo décide que la valeur de l'œuvre ne sera fixée qu'une fois achevée, afin qu'elle puisse être évaluée par des spécialistes. Une fois le tableau terminé, les professeurs de l'Académie des beaux-arts de Florence l'ont évalué à 115 000  contos de réis, mais Américo n'a reçu que 53 000 contos de réis de la part de l'Empire. Lors de l'exposition de l'œuvre à Florence, le peintre demande à l'empereur Pierre II de lui donner une partie de l'argent de la toile afin qu'il puisse organiser une exposition à Paris, mais l'empereur répond que lorsqu'il est en voyage, il n'est pas monarque et ne peut rien faire. Pedro Américo a reçu l'argent avec deux ans de retard, le paiement ayant été effectué en cinq tranches. Cependant, il convient de noter que Batalha do Avaí n'a été achevée et exposée que sept ans après la fin de la guerre de la Triple-Alliance, de sorte que, lorsqu'elle a été exposée pour la première fois, le contexte politique avait déjà changé — « c'était l'un des questionnements sur les avantages et les inconvénients du conflit pour le Brésil ».

## Description et analyse

### Description technique

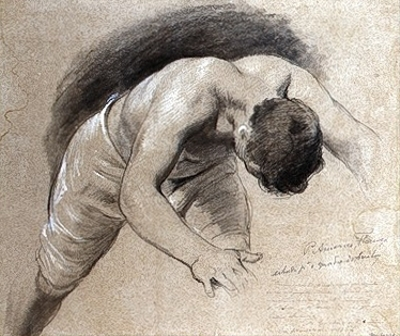
Étude pour la, craie blanche et pierre noire sur papier (1857, pinacothèque de l'État de São Paulo).

Les dimensions de la toile sont monumentales : 600 × 1 100 cm. Pour répondre aux attentes de l'État, Pedro Américo n'a pas lésiné sur la peinture et la projection[pas clair] lors de l'exécution de Batalha do Avaí. L'œuvre a été conçue pour impressionner et marquer par sa ressemblance avec la réalité. Elle est ainsi accueillie par ces mots : « La bataille d'Avahy n'est pas une simple peinture. C'est la guerre elle-même, chargée de toutes ses horreurs. »
Contrairement à de nombreux peintres qui ont peint les batailles de la guerre de la Triple-Alliance — notamment Victor Meirelles, qui y a passé plusieurs années —, Américo ne s'est pas rendu sur les lieux du conflit. L'œuvre a entièrement été conçue et réalisée à Florence, en Italie, ce qui n'a été possible qu'avec l'aide du duc de Caxias. Le peintre est resté en contact avec le duc par courrier, celui-ci lui envoyant des lettres avec ses récits de guerre et des documents, ainsi que des uniformes militaires pour l'aider à construire fidèlement l'œuvre. Malgré le réalisme de l'œuvre, certains aspects de la bataille ne sont pas crédibles, comme le fait que l'armée brésilienne était intacte et sèche, alors qu'il pleuvait à torrents.
Toutes les techniques que le peintre a apprises à l'Académie des beaux-arts se retrouvent dans son œuvre, notamment en ce qui concerne la conception des figures. La composition des chevaux démontre ses connaissances en matière de perspective et de dessin, tandis que la représentation des hommes témoigne de ses études d'anatomie.

### Composition générale de l'œuvre

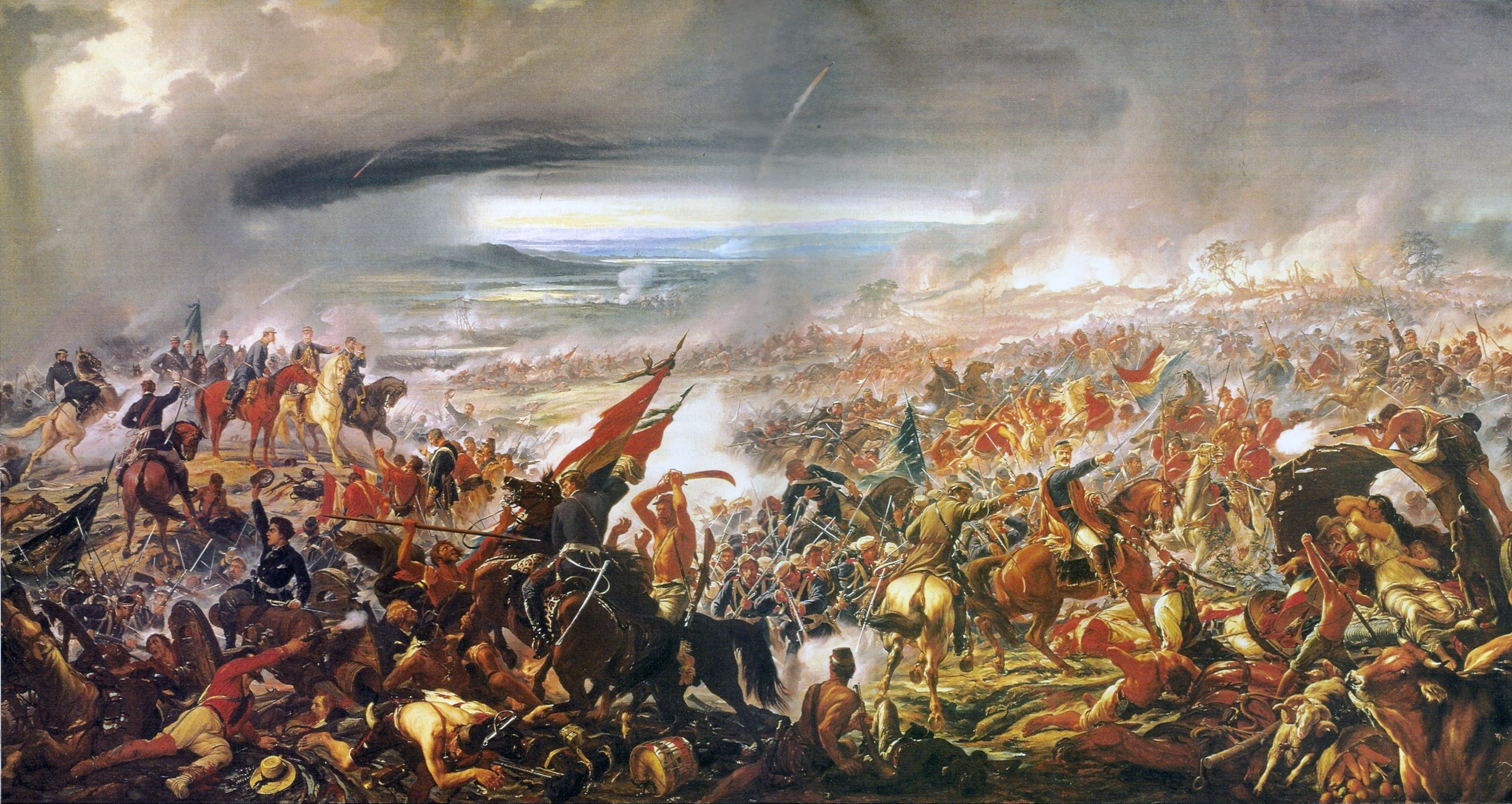
.

La Batalha do Avaí est organisée à la manière d'un grand tourbillon, dans lequel tous les personnages de la moitié basse du tableau semblent tourner en ovale jusqu'à rejoindre la fumée du ciel, située dans la moitié haute. Le centre lumineux en forme de vortex dévoile l'horizon : les plaines brésiliennes.
Les groupes de figures ne sont pas organisés en plan continu ni n'offrent de perspective cohérente, si ce n'est que les groupes sont plus petits au fur et à mesure que l'œil se dirige vers l'arrière-plan. L'auteur semble avoir constitué une sorte de collage qui rassemble différents moments de la bataille, sans recherche de cohérence narrative particulière. Le spectateur ne sait pas d'où vient tel ou tel groupe, comment il s'articule avec les autres. Pourtant Pedro Américo modèle le terrain et les groupes d'hommes de telle façon qu'il crée un flux dynamique qui tourne sur lui-même en spirale.
Pedro Américo s'est représenté au centre du tourbillon comme un membre de l'infanterie. Il se figure avec les yeux écarquillés et une grimace démente, comme une métaphore de la folie des hommes dont jaillit la violence.

### Représentation du sujet

#### Dans son contexte
La guerre de la Triple-Alliance marque à la fois l'apogée et le début du déclin de l'Empire, ce qui explique que de nombreux peintres de l'époque aient disparu après cette période. Cependant, Pedro Américo est resté un peintre républicain, ce qui signifie que Batalha do Avaí peut également être considéré comme républicain, tout en étant ambivalent, puisque le tableau n'a été peint et exposé que sept ans après la fin de la guerre, alors que le conflit était déjà remis en question en ce qui concerne ses avantages et ses inconvénients pour le Brésil.

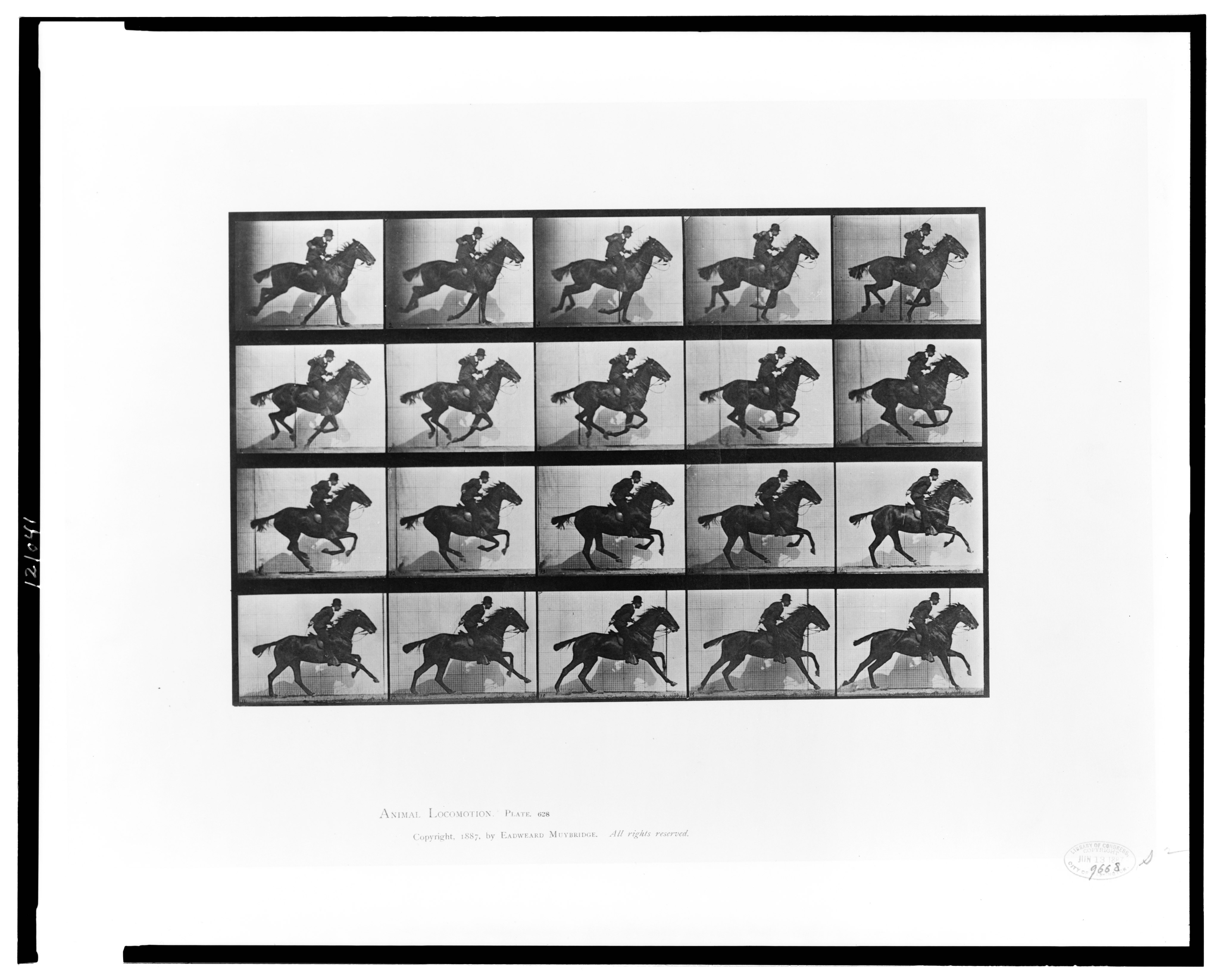
Animal locomotion, collotype d'Eadweard Muybridge (1887, bibliothèque du Congrès).

L'œuvre a été réalisée à une époque où la peinture d'histoire contribuait à la construction d'une identité nationale, elle se doit donc d'être réaliste et percutante, et vise à raconter une histoire réelle. Les coups de pinceau accentués et ses mouvements exagérés, avec des détails réalistes, ont probablement été influencés par les photographies d'Eadweard Muybridge, un photographe anglais pionnier dans l'étude des mouvements et des projections[pas clair] : lorsqu'il a réalisé l'œuvre à Florence, il a eu accès aux informations écrites et aux photographies de Muybridge, qui l'ont aidé et inspiré dans la composition des mouvements hyperréalistes de l'œuvre,,.
Le fait que la toile ait été réalisée sur commande est évident dans plusieurs scènes. L'armée brésilienne est toujours représentée comme le chantre de la civilisation occidentale, tandis que l'armée paraguayenne est une représentation claire de la barbarie. Les Brésiliens sont vêtus d'uniformes militaires, tandis que les Paraguayens sont pieds et torse nus. Dans les toiles paraguayennes — comme Batalla de Tuyutí de Pablo Alborno — ou même argentines — avec notamment les dessins et les toiles de Cándido López, Modesto González et José Ignacio Garmendia —, les soldats n'apparaissent jamais à moitié nus.

#### Représentation des événements

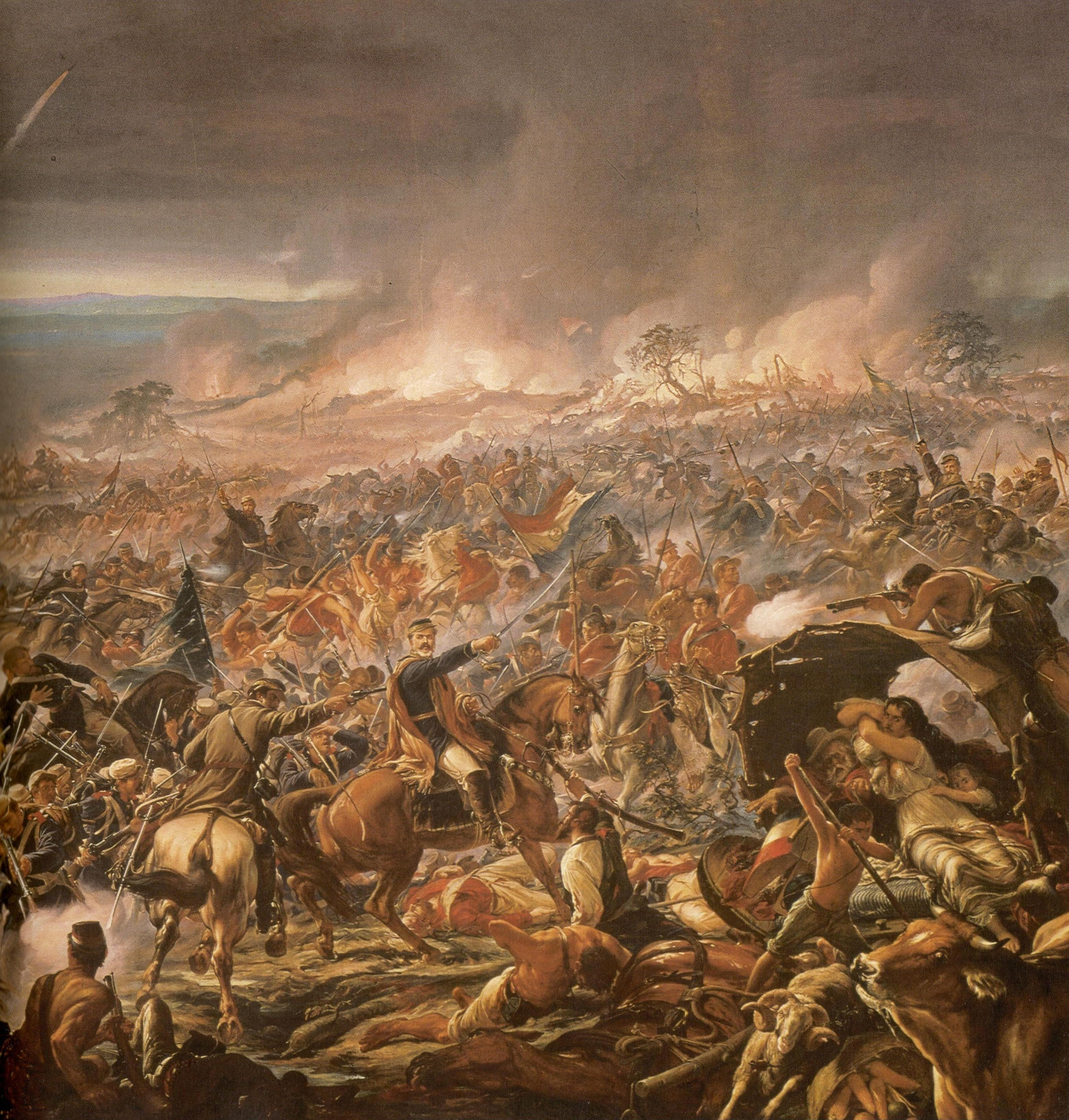
Moitié droite de l'œuvre (détail) : la scène est chaotique.

Pedro Américo cherche moins à représenter la bataille qu'une conception générale de la guerre. Les événements laissent place à un « tourbillon humain » ; il n'y a pas de chef héroïque autour duquel gravite la composition, mais un chaos organisé : Jorge Coli insiste sur le fait qu'au lieu de montrer un acte héroïque, un commandant blessé ou victorieux, Américo représente un monde en furie, une catastrophe humaine et universelle.
La violence est visible dans le mouvement de la fumée des armes, qui s'élève du sol et forme un mouvement circulaire dans le ciel, comme l'explique Coli : « Avahy veut manifestement faire plus qu'illustrer une bataille. La toile incarne la guerre, les hommes rendus fous par la bataille. Elle le fait avec un caractère paroxystique. Au lieu de se vider, l'œuvre sature la grande surface d'excès furieux, auxquels toute la nature participe, dans un immense tourbillon dont le vortex est une étroite ouverture sur l'horizon. De manière surprenante, le flux effréné finit par neutraliser le héros. Dans la lutte violente, tout se confond, tout est emporté par le même courant. Il n'y a plus rien de la grande tradition du XIXe siècle, où les images de guerre étaient organisées pour mettre en valeur les exploits des protagonistes. » Le drapeau brésilien est déchiré, témoignant de l'usure causée par la bataille. Les chevaux sont le seul signe d'ordre dans la scène, puisqu'ils sont alignés par couleur. Tous les autres éléments de la toile expriment le désordre et le chaos, y compris le ciel, qui semble être un tourbillon. La scène est sombre, représentant le chaos et les horreurs de la guerre. Au premier plan, les personnages sont à une échelle presque réaliste, définie par la couleur grise, tandis qu'à l'arrière-plan, ils deviennent de plus en plus petits, jusqu'à n'être plus que des coups de pinceau de couleur crème.

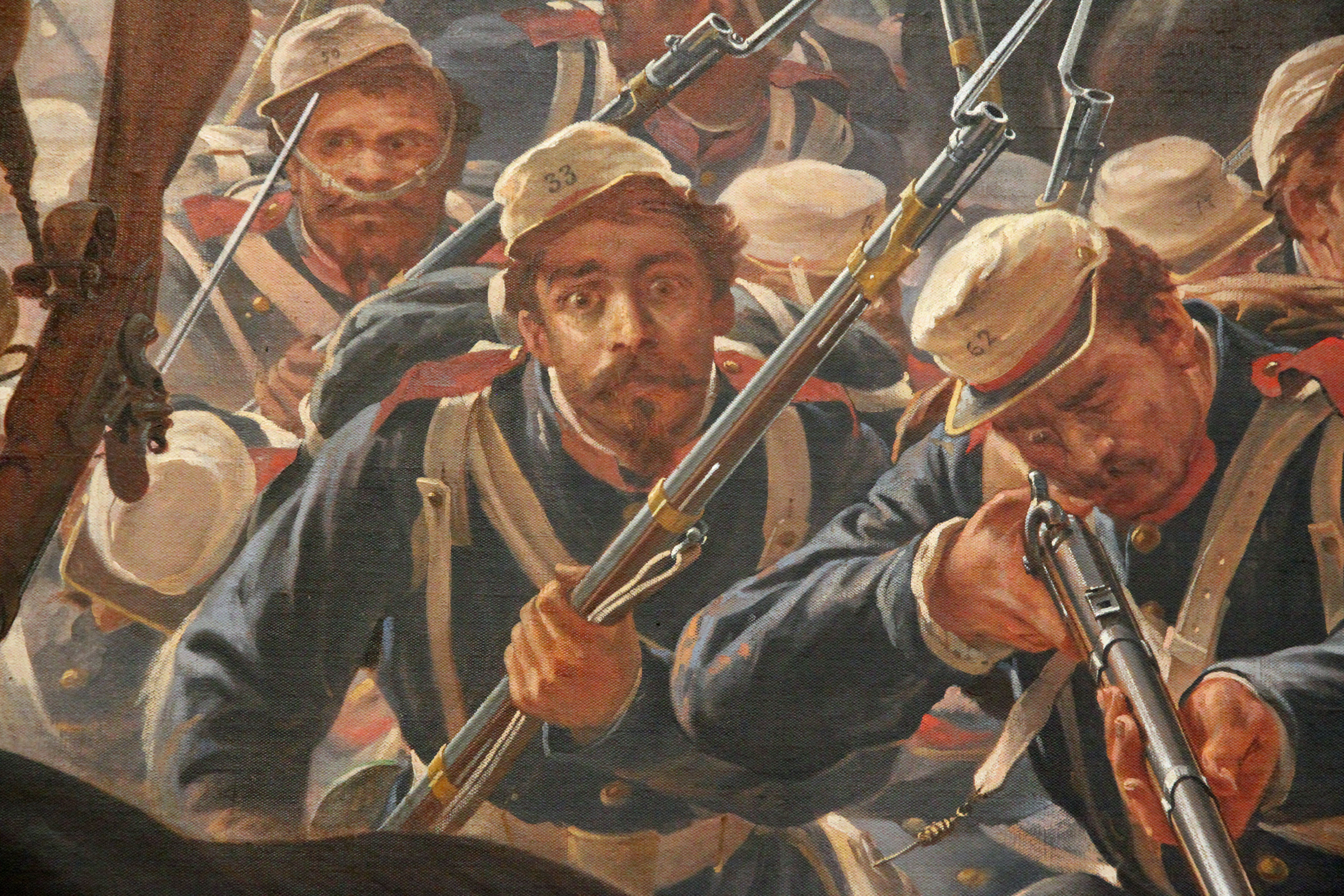
Autoportrait de Pedro Américo dans la (détail).

Malgré cela, Américo présente des scènes que pourrait rejeter l'État, ce qui révèle son propre côté républicain dans la peinture. La forte présence de Noirs est le point où le peintre manifeste le plus clairement son opposition à l'État, puisque l'Empire cherchait à cacher tout aspect qui l'associait à l'esclavage. Cette présence dans l'œuvre présente un caractère égalitaire par rapport aux Blancs, et Pedro Américo se représente lui-même dans l'œuvre, combattant aux côtés des soldats noirs. Il est le seul soldat dont la baïonnette est ensanglantée. Le chiffre 33 sur sa casquette indique son âge au moment de l'exécution du tableau mais aussi celui de la mort du Christ. Son visage trahit la folie et la violence de la guerre. Toute la composition part de ce point d'appui ; il se représente comme simple soldat et se positionne au centre de la scène, ce qui démystifie l'épisode historique : malgré les effets symboliques et romantiques et la taille importante du tableau, l'absence de héros est marquante.
Le point culminant de l'œuvre est le territoire brésilien, d'où l'on voit clairement la bataille. C'est là que les lumières de la toile sont les plus fortes, soulignant cet espace. Au premier plan de ce territoire, pointant son bras vers le centre du conflit, se trouve le duc de Caxias sur son cheval blanc. Son uniforme est déboutonné, ce qui a suscité de nombreuses critiques négatives à l'égard du peintre. Le duc lui-même, en voyant l'œuvre, s'est mis en colère et a demandé : « Je me demande où le peintre m'a vu avec mon uniforme déboutonné ; même pas dans ma chambre ! » Américo s'est justifié en expliquant que son but était de montrer qu'en pleine guerre, le décorum n'existe pas.

### Influences
Batalha do Avaí est exécuté dans un style romantique dont la fureur est fortement imprégnée de la vitalité du baroque. Pourtant très exploités au XIXe siècle, les reliefs de la tradition néoclassique sont absents de la composition, très picturale et qui « brise les ordres attendus » pour l'exercice de la peinture de bataille. Coli fait le rapprochement entre le caractère universel de la bataille, la représentation idéale qu'en faisaient Léonard de Vinci au XVIe siècle et l'historien de l'art F. Saxl en 1939, qui insiste sur le besoin de prise de distance avec le sujet et les héros : il constate lui aussi dans le tableau d'Américo la mise en scène d'une tragédie sans protagonistes.
Les références visuelles de l'époque au Brésil sont françaises : des standards établis par Jacques Courtois, qui insuffle une nouvelle vitalité aux scènes, avec des éléments importants au premier plan (grand drapeau oblique, cavalier en mouvement ou tendant le bras pour tirer, etc.), au néoclassicisme de Antoine-Jean Gros à Paul Philippoteaux, de François Gérard à Carle Vernet, auxquels les critiques brésiliens contemporains de Américo font systématiquement référence à l'heure d'étudier Batalha do Avaí. Américo s'éloigne pourtant de ces derniers, abandonne toute étude topographique pour revenir aux principes de Courtois. En concevant la scène comme un cercle s'enroulant autour du champ de bataille avec un mouvement concentrique, il trouve un effet de composition qui rappelle la capacité de Borgognone à organiser la scène en fonction d'une vue de grande profondeur, presque « à vol d'oiseau »,. Installé à Florence, Pedro Américo s'est aussi à l'évidence inspiré des peintres de la Renaissance italienne, en particulier les Florentins.
Il surprend ainsi la critique par ce choix, en décalage complet avec son époque.

## Réception et postérité

### Réception
Lors de sa présentation à Florence en 1877, il fait forte impression : le critique italien A. Cercovi en parle en ces termes :

« Qu'il s'agisse de la spécificité des combattants, ou que l'esprit féroce, ardent et audacieux du peuple américain donne au combat un caractère plus effrayant, il est certain que celui qui regarde le tableau d'Americo s'attarde longuement à le considérer, se trouvant devant un tableau tout différent de ce qu'il a vu jusqu'à présent dans des sujets similaires,. »

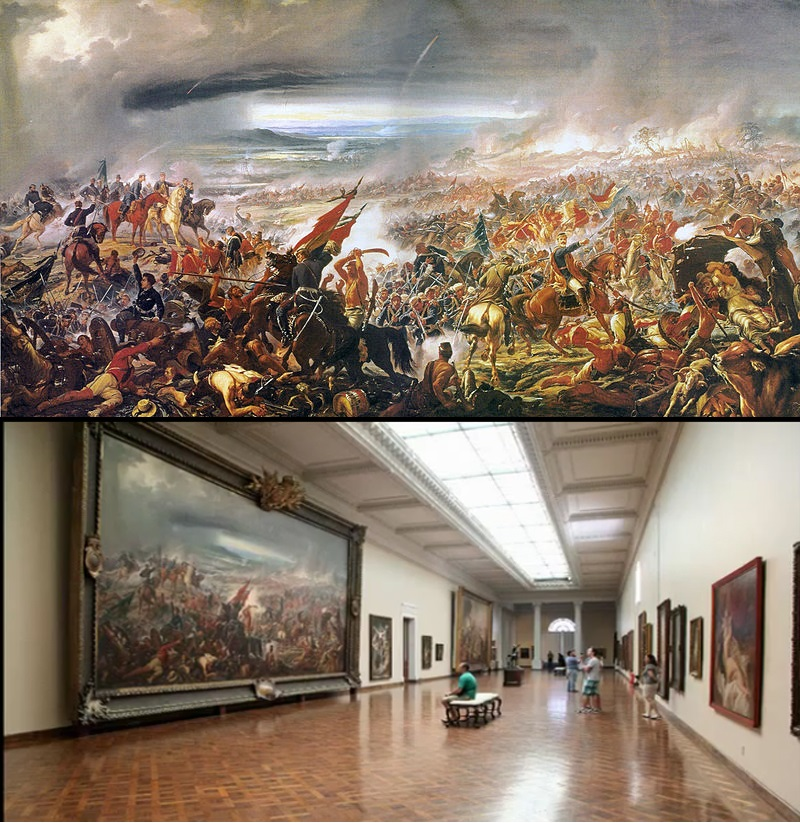
exposé au musée national des Beaux-Arts du Brésil. On peut apprécier la grande taille de la toile.

Lors de sa première exposition au Salon de 1879, le tableau Batalha do Avaí se distingue aux côtés de la Batalha dos Guararapes de Victor Meirelles. Les deux œuvres étant côte à côte, les comparaisons entre elles sont inévitables. Toutes deux sont très controversées, accusées de ne pas représenter fidèlement l'histoire ou d'idéaliser les événements, car dans les cercles académiques, l'exactitude historique est désormais exigée avec rigueur. Ce n'est pas un avis unanime : le baron de Teffé, qui a participé à la bataille, a écrit à Pedro Americo en 1877 à propos de son œuvre :
« On éprouve une sorte de vertige en jetant le regard sur ce tourbillon effrayant qui tourne et retourne presque à portée de main ; on sent son sang bouillonner quand les yeux parcourent les épisodes homériques » — une impression qui trahit le cauchemar, le chaos qu'il a lui-même vécu et qu'il retrouve dans le tableau.
L'œuvre de Pedro Américo se heurte par ailleurs à des résistances pour son « manque d'unité », tandis que celle de Meirelles est critiquée pour n’avoir pas la tonalité nécessaire à une bataille. Mais la critique d'Américo n'est pas seulement négative, comme le souligne un texte publié dans la Revista Illustrada du 5 avril 1879 :

« L'exposition des beaux-arts est encore ouverte, et les Batailles d'Avaí et les Guararapes sont les deux tableaux qui retiennent toute l'attention. Presque toujours l'un à côté de l'autre, […] ils forment un véritable contraste. Alors que le tableau de M. Victor impressionne par son manque d'action, la paralysie de presque tous les personnages, dans la Bataille d'Avaí tout bouge, tout a de la vie, tout le monde se bat. »

Selon Castro, en regardant les deux tableaux, le spectateur se sentait transporté dans les événements qu'ils représentaient. Outre le fait qu'il s'agit d'œuvres de grande taille, elles abordent les thèmes avec expressivité et agressivité, dépeignant des moments clés de l'histoire militaire brésilienne.
Cependant, contrairement à la plupart des critiques qu'Américo a reçues au Brésil, l'œuvre a été considérée en Europe comme une innovation dans un genre déjà considéré comme ancien.
Tout au long du XXe siècle, les critiques ont considéré que Batalha do Avaí était une œuvre de mauvais goût académique. Ils trouvaient Pedro Américo trop conservateur et dépendant des règles obsolètes de l'académie, simplement parce qu'il ne suivait pas le courant de l'époque, alors qu'il était en fait en avance sur son temps.

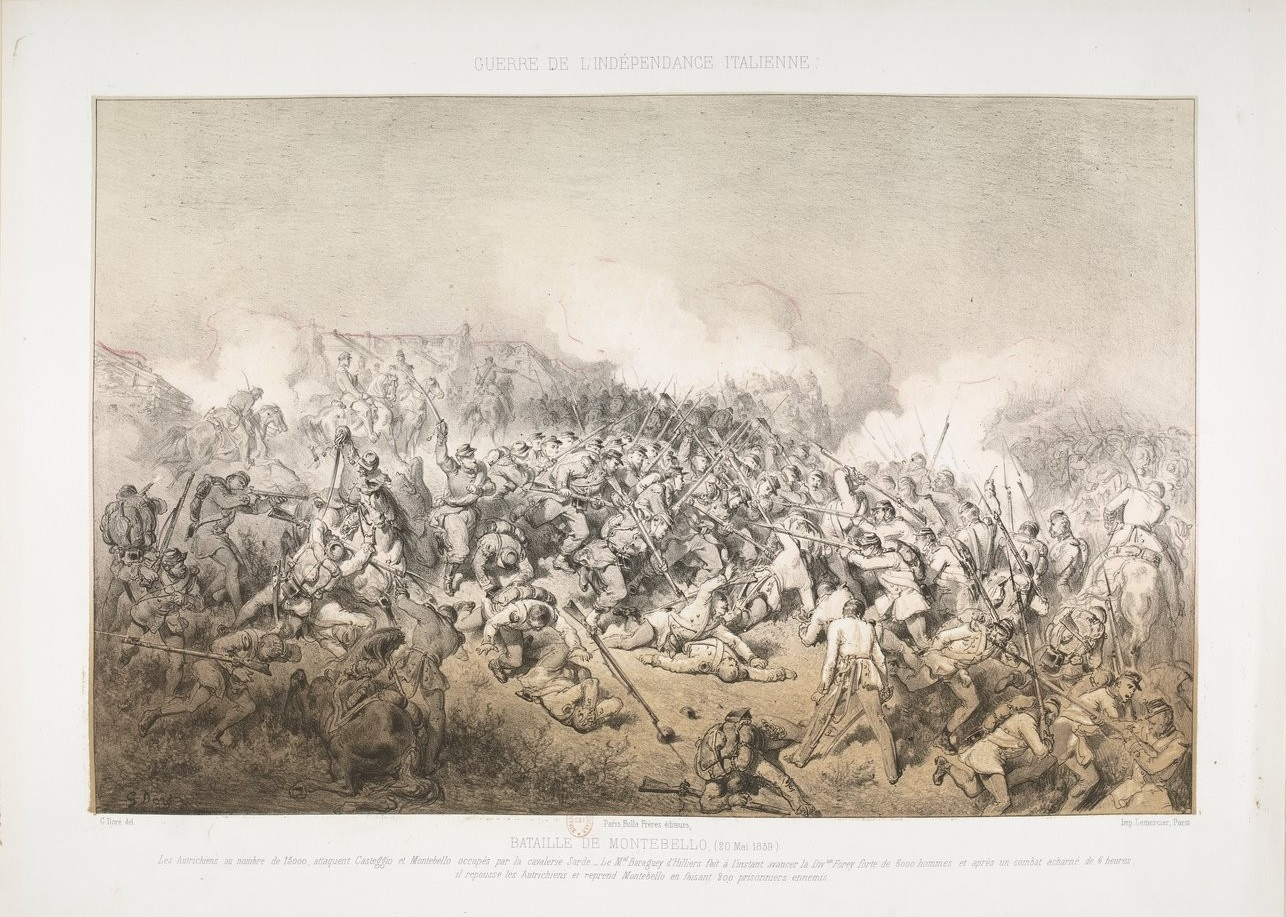
Gustave Doré, Bataille de Montebello (1859).

Le peintre a également été accusé de plagiat à cause du cheval du duc de Caxias. Les critiques ont affirmé qu'il s'agissait d'une copie de l'animal figurant dans le tableau Bonaparte à Arcole du peintre italien Andrea Appiani, mais il n'a jamais été prouvé qu'il s'agissait d'une copie. Il a aussi été accusé d'avoir plagié la Bataille de Montebello de Gustave Doré. Il existe des similitudes, mais tous les artistes académiques de l'époque suivaient un certain schéma et un certain modèle. L'affaire a suscité un grand intérêt dans la presse de l'époque, générant la « Questão Artística de 1879 » (« Question artistique de 1879 »), ce qui a conduit Pedro Américo à rédiger, en français, le Discours sur le plagiat en 1880, dans lequel il affirme que l'invention de nouvelles formes n'est pas la chose la plus importante dans l'art, mais qu'il faut plutôt continuer à perfectionner les techniques existantes et à suivre les « règles du beau »,.

### Place dans l'œuvre de Pedro Américo
Philosophe, écrivain, débatteur religieux, Pedro Américo avait une haute opinion de lui-même et de son propre destin d'artiste. Batalha do Avaí s'inscrit dans la manifestation par l'artiste de l'affirmation de son rôle crucial au sein des arts brésiliens, en revendiquant un « art nourri d'idées ». Il veut se montrer conscient de ses liens avec l'histoire immédiate, de son rôle d'historien visuel, et l'assume en s'investissant beaucoup dans la réalisation de l'œuvre ; Pedro Américo ne conçoit pas son tableau comme une production parmi les autres, qui dépend de l'inspiration de l'artiste, mais comme une œuvre qui se nourrit de nouvelles forces.

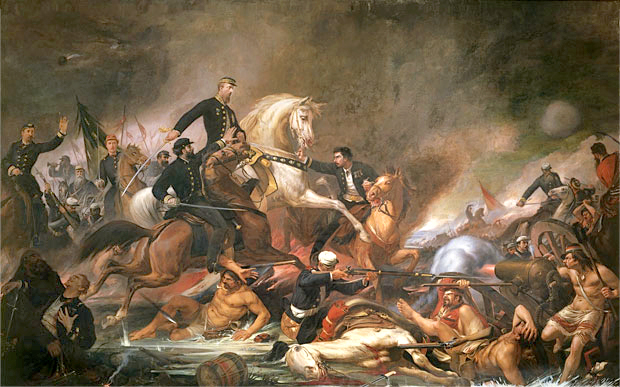
(1871, musée impérial du Brésil).

Pedro Américo a déjà acquis une grande notoriété locale avec sa Batalha do Campo Grande (« Bataille de Campo Grande », 1871), une composition de grandes dimensions dans laquelle il cherche à faire l'éloge de la monarchie et du principal héros de la bataille, le comte d'Eu Gaston d'Orléans,. À la même époque, Luís Guimarães Júnior publie une petite biographie très romancée sur l'artiste, qui connaît une large diffusion et accroît sa popularité,.
Américo acquiert une renommée internationale grâce à Batalha do Avaí, qu'il exécute entre 1872 et 1877 à Florence. Exposée pour la première fois dans cette ville alors qu'encore inachevée, elle fait sensation auprès des amateurs d'art qui sont réunis en grand nombre dans la ville pour les célébrations du quatrième centenaire de la naissance de Michel-Ange. Cette œuvre, ainsi qu'un discours qu'il a prononcé en deux langues devant la statue de David sur le maître de la Renaissance, répandent sa renommée dans toute l'Europe. Le gouvernement italien demande à l'artiste de présenter un portrait devant les plus grands artistes de tous les temps dans la galerie de portraits des Offices, parmi ceux d'Ingres et de Flandrin, ses propres maîtres,,,,.
Lorsqu'elle est exposée au Brésil, à l'exposition générale de l'AIBA de 1879, à côté de la Batalha dos Guararapes (« Bataille de Guararapes ») de Victor Meirelles, elle suscite de grandes controverses, pour un prétendu excès de fantaisie et de romantisme, le peu de véracité historique dans la représentation de la scène ou encore une accusation de plagiat,,,,. De manière surprenante, Gonzaga Duque lui-même, pourtant l'opposant le plus influent des académiciens et bien qu'il critique fortement l'œuvre, y trouve des éléments pour dire qu'Américo a finalement réussi à se débarrasser de l'orthodoxie de l'académisme et à créer un nouveau langage personnel d'une grande vigueur. Enfin, une autre controverse incandescente tente de décider laquelle des deux batailles, la sienne ou celle de Meirelles, est la mieux réalisée (la fameuse « Question artistique de 1879 »,,.
Quoi qu'il en soit, la figure de Pedro Américo acquiert sa plus grande importance en tant que peintre d'histoire en répondant à une exigence fondamentale du gouvernement : la reconstitution de cérémonies ou d'événements historiques qui ont marqué l'autonomie institutionnelle, assuré la possession du territoire, affirmé le Brésil comme puissance militaire en Amérique du Sud ou exalté les vertus du peuple et de ses dirigeants. Sa capacité d'interprète lui a assuré un succès unique parmi les élites qui l'ont parrainé, même après la création de la République, lorsque l'appropriation de l'art académique par la politique est restée essentiellement la même qu'auparavant. Batalha do Avaí fait partie de la première phase de sa carrière, parmi ses tableaux officiels ; la deuxième correspond à des allégories typiques de l'art éclectique et sentimental qu'est l'art pompier. Sur le plan stylistique, l'ensemble de ses peintures historiques reflète les transformations des tendances dominantes de l'univers académique de son époque. Dans sa carrière de peintre d'histoire, il a toujours suscité de vives controverses, étant idolâtré par les uns, exécré par les autres,,,,.

### Place dans l'art brésilien

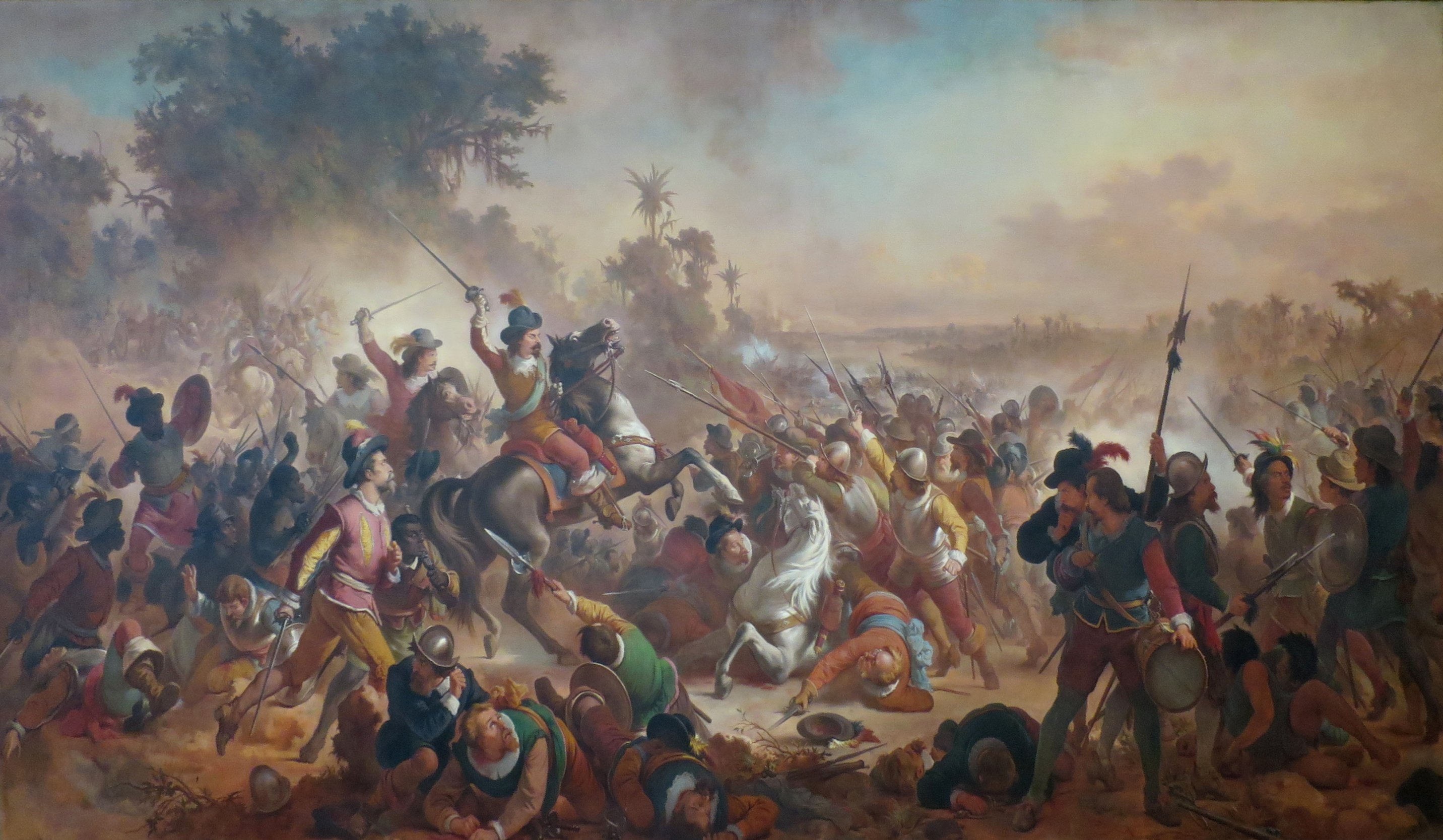
, de Victor Meirelles (entre 1875 et 1879, musée national des Beaux-Arts du Brésil).

À travers la commande de plusieurs peintures d'histoire, l'État a cherché à développer une identité nationale. Pedro Américo et Victor Meirelles ont été les deux principales figures de cette politique, en ayant conféré à leurs œuvres une dimension épique qui renforce l'histoire récente du pays et le conforte vis-à-vis de ses voisins en montrant une armée brésilienne puissante. Selon Jorge Coli, « ce sont des œuvres [Batalha do Avaí et Batalha dos Guararapes] qui affirment la construction de l'histoire du pays, ce sont des œuvres de ses deux plus grands peintres ».
Au contraire des peintures d'histoire européennes, les deux chefs-d'œuvre brésiliens se distinguent par l'investissement personnel de leur auteur, l'ampleur des attentes et de l'accueil critiques et publics, la place qu'ils prennent dans un pays comme le Brésil et par leur taille. Les toiles sont en effet « immenses » : elles avoisinent les 60 m2, ce qui est très rare dans la peinture internationale. Jorge Coli interprète ce choix de format par « une volonté d'affirmation grandiose » d'être le plus grand pays du monde, comme le clamait le slogan ironique de Mário de Andrade. Il donne aussi aux œuvres un caractère exceptionnel, à la mesure des exploits historiques, afin d'avoir un plus grand impact sur le public.
Alors que la Batalha do Avaí aurait pu n'être qu'une peinture d'histoire de plus parmi les innombrables de cette époque en Europe, elle est un « jalon essentiel, une œuvre d'exception » dans la production picturale brésilienne. Selon Jorge Coli, Pedro Américo et Victor Meirelles « étaient conscients du rôle que leur art jouait pour le pays : elles n'étaient pas des œuvres de plus dans un ensemble opulent, elles étaient des œuvres immenses et définitives au sein de l'art brésilien ».